# Ceraticelus phylax
Ceraticelus phylax är en spindelart som beskrevs av Ivie och Barrows 1935. Ceraticelus phylax ingår i släktet Ceraticelus och familjen täckvävarspindlar. Inga underarter finns listade i Catalogue of Life.